# Santa Lucía Potrerillo
Santa Lucía Potrerillo är en ort i Mexiko.   Den ligger i kommunen Fortín och delstaten Veracruz, i den sydöstra delen av landet, 230 km öster om huvudstaden Mexico City. Santa Lucía Potrerillo ligger 1 292 meter över havet och antalet invånare är 1 609.
Terrängen runt Santa Lucía Potrerillo är lite bergig. Runt Santa Lucía Potrerillo är det tätbefolkat, med 427 invånare per kvadratkilometer. Närmaste större samhälle är Córdoba, 14,0 km sydost om Santa Lucía Potrerillo. I omgivningarna runt Santa Lucía Potrerillo växer huvudsakligen savannskog.